# 红梗楠
红梗楠（学名：Phoebe rufescens）为樟科楠属下的一个种。